# Dejan Gemischew
Dejan Gemischew (bulgarisch Деян Гемижев, englisch Deyan Gemizhev; * 18. Januar 1998 in Weliko Tarnowo) ist ein bulgarischer Leichtathlet, der sich auf den Diskuswurf spezialisiert hat.

## Sportliche Laufbahn
Erste Erfahrungen auf Wettkämpfen internationaler Ebene sammelte Dejan Gemischew im Jahr 2019, als er bei den U23-Europameisterschaften in Gävle mit einer Weite von 51,89 m in der Qualifikationsrunde ausschied. Im Jahr darauf belegte er bei den Balkan-Meisterschaften in Cluj-Napoca mit 54,65 m den vierten Platz und 2023 wurde er bei der 2. Liga der Team-Europameisterschaft im Rahmen der Europaspiele in Chorzów mit 46,11 m 15. Anschließend gelangte er bei den Balkan-Meisterschaften in Kraljevo mit 55,08 m auf Rang neun. Im Jahr darauf belegte er bei den Balkan-Meisterschaften in Izmir mit 57,05 m den sechsten Platz und 2025 wurde er bei der 2. Liga der Team-Europameisterschaft in Maribor mit 53,78 m Zehnter. Anschließend belegte er bei den Balkan-Meisterschaften in Volos mit 51,87 m den neunten Platz.
In den Jahren von 2020 bis 2025 wurde Gemischew bulgarischer Meister im Diskuswurf.